# Cantua Creek, California
Cantua Creek, California (енгл. Cantua Creek) насељено је место без административног статуса у америчкој савезној држави Калифорнија.

## Демографија
По попису из 2010. године број становника је 466, што је 189 (-28,9%) становника мање него 2000. године.
| Група             | 2000.       | 2010.       |
| Белци             | 33 (5,0%)   | 5 (1,1%)    |
| Афроамериканци    | 1 (0,2%)    | 5 (1,1%)    |
| Азијати           | 0 (0,0%)    | 1 (0,2%)    |
| Хиспаноамериканци | 614 (93,7%) | 461 (98,9%) |
| Укупно            | 655         | 466         |